# Gösta Grevillius
Gösta Grevillius, född den 8 augusti 1916 i Borås, död den 9 september 2008 i Katrineholm, var en svensk jurist.

## Biografi
Grevillius avlade studentexamen i Helsingborg 1934 och juris kandidatexamen vid Lunds universitet 1940. Han fullgjorde tingstjänstgöring i Frosta och Eslövs samt Norra Åsbo domsaga 1940–1943. Grevillius blev fiskal i Svea hovrätt 1943, biträdande vattenrättssekreterare i Österbygdens vattendomstol 1944, tingssekreterare i Falu domsaga 1945 och adjungerad ledamot av Svea hovrätt 1948. Han var civilrådman i Kristinehamn 1948–1958, borgmästare där 1958–1965, häradshövding i Södersysslets domsaga 1965–1969, i Bräkne och Karlshamns domsaga 1969–1970 och lagman i Karlshamns tingsrätt 1971–1978, i Skövde tingsrätt 1978–1981.Grevillius var ordförande i den lokala utskrivningsnämnden vid Mariebergs sjukhus 1953–1965 och styrelsordförande i Skolan för vuxna synskadade 1958–1965. Han var inläsare av talböcker för Synskadades riksförbund 1957–1984 och för Bibliotekstjänst från 1972. Grevillius blev riddare av Nordstjärneorden 1963 och kommendör av samma orden 1970. 
Grevilius var dotterson till Rudolf Ekman och son till Fredrik Grevillius. Han vilar i sina morföräldrars grav på Sankta Elins kyrkogård i Skövde.